# Sven Perman
Sven Perman, född 4 juli 1932 i Uppsala, död 10 december 2012 i Nynäshamn, var en svensk arkitekt. 
Perman, som var son till domprosten Sam Perman och Birgitta Hammar, avlade studentexamen i Luleå 1952 och utexaminerades från Chalmers tekniska högskola 1963. Han var arkitekt på AB Villabyggen i Göteborg 1960–1964 (även styrelseledamot från 1961), anställdes på Kommunernas konsultbyrå-Landsbygdens byggnadsförening i Linköping 1964, blev arkitekt hos länsarkitekten i Jämtlands län 1968 och byrådirektör där 1971. Han avslutade sin yrkesbana som stadsarkitekt i Nynäshamns kommun som efterträdare till Anders Gustafsson.